# Sant’Erasmo
Die Insel Sant’Erasmo (benannt nach Erasmus von Antiochia) ist die größte Insel in der Lagune von Venedig und zählt knapp 600 Einwohner. Sie dient vor allem der Versorgung der Stadt Venedig mit Gemüse. Der Hauptort San Erasmo Chiesa befindet sich ziemlich genau in der Mitte der Insel, auf der der Lagune zugewandten Seite. Die Insel ist von Venedig aus mit öffentlichen Verkehrsmitteln erreichbar.
Seit 2002 wurden auf der Insel umfangreiche Sanierungsarbeiten, vor allem an den brüchig gewordenen Uferbefestigungen, durchgeführt. Auch entfaltete sich im Hauptort eine rege Wohnbautätigkeit, um die Abwanderung der jungen Leute zu stoppen. 2005 hatte Sant’Erasmo circa 500 Einwohner, viele davon pendeln täglich nach Murano (Glasfabriken) oder Venedig (Tourismus) aus. Zur Volkszählung 2001 wurden auf der 3,26 km² großen Insel 771 ständige Einwohner nachgewiesen, davon 253 im gleichnamigen Hauptort (auch Sant’Erasmo Chiesa genannt) und der Rest in verstreuten Wohngebäuden, die keiner Siedlung zuzuordnen sind. Die Bewässerung der Gemüsefelder erfolgt hauptsächlich über schmale Kanäle – le barene – die über ein System von Schleusen mit dem Brackwasser der Lagune gefüllt werden. Berühmt sind die castraure di Sant’Erasmo, junge Artischocken, sowie die spareselle, grüner, ganz dünner Spargel.
Von der ersten Vaporetto-Station, San Erasmo Capannone, erreicht man in einem viertelstündigen Fußmarsch den „Torre Massimiliano“, einen alten Geschützturm in Ziegelbauweise aus der k.u.k.-Zeit, während der Venedig von Österreich regiert wurde (bis 1866). Mittels der aufgestellten Geschütze konnte feindlichen Schiffen die Einfahrt in die Lagune verwehrt werden. Nach Jahren des Verfalls hat sich eine Gruppe von Investoren gefunden, die den Turm aufwändig restaurierte und in ein Kultur- und Ausstellungszentrum umgestaltete.
An der Nordspitze der Insel (Punta Vela) befinden sich noch Reste von ehemaligen Befestigungs- und Verteidigungsanlagen, die aber langsam verfallen. Einige der verstreut liegenden Häuser werden zeitweise von Aussteigern und Künstlern bewohnt. Richtung Adria ist seit etwa 2020 eine neue Insel namens Bacàn entstanden.
Von Sant’Erasmo aus erreicht man mit Privatbooten die Insel San Francesco del Deserto, auf der sich ein Franziskanerkloster befindet.

## Bildergalerie

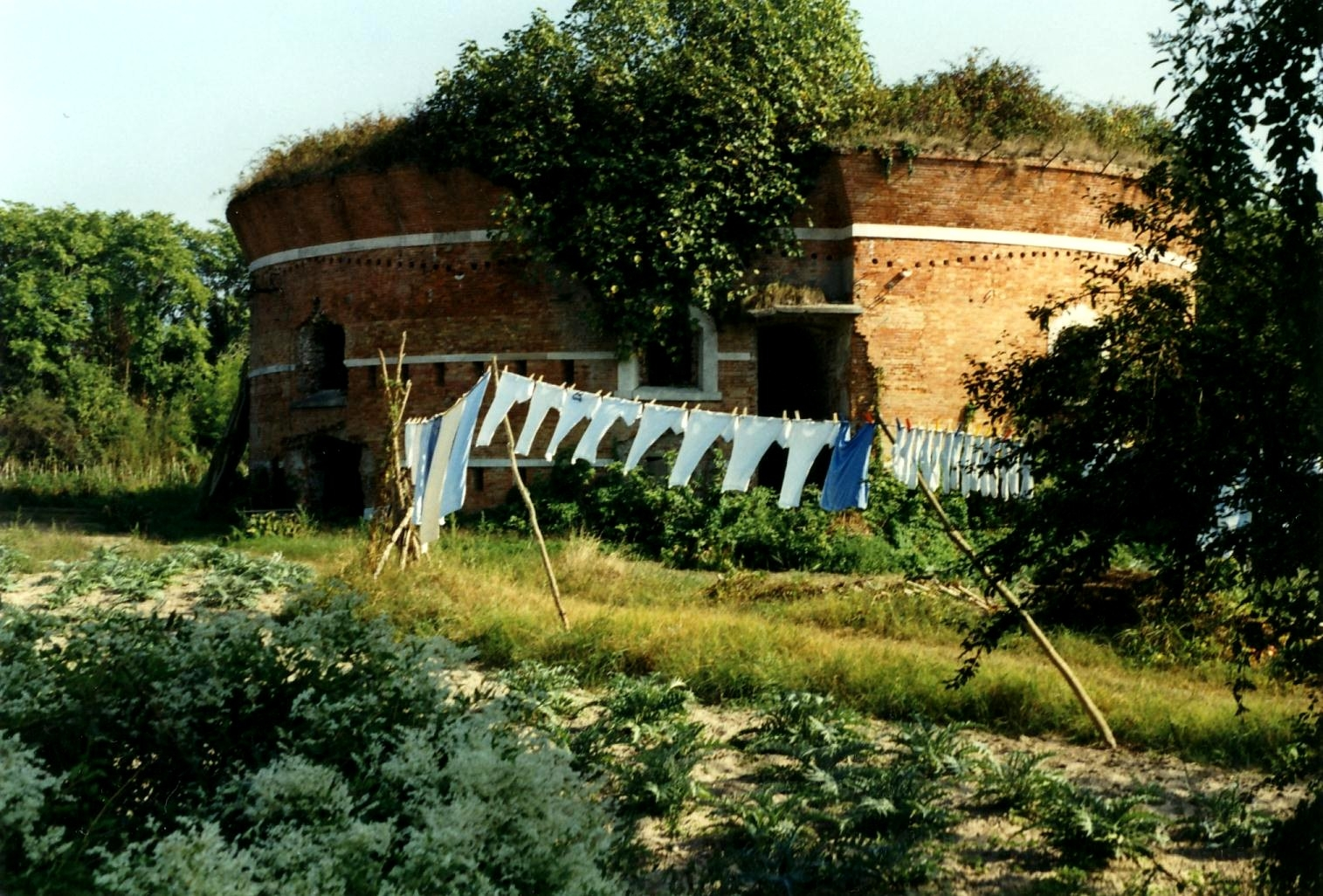
Torre Massimiliana, vor der Restaurierung (1997)
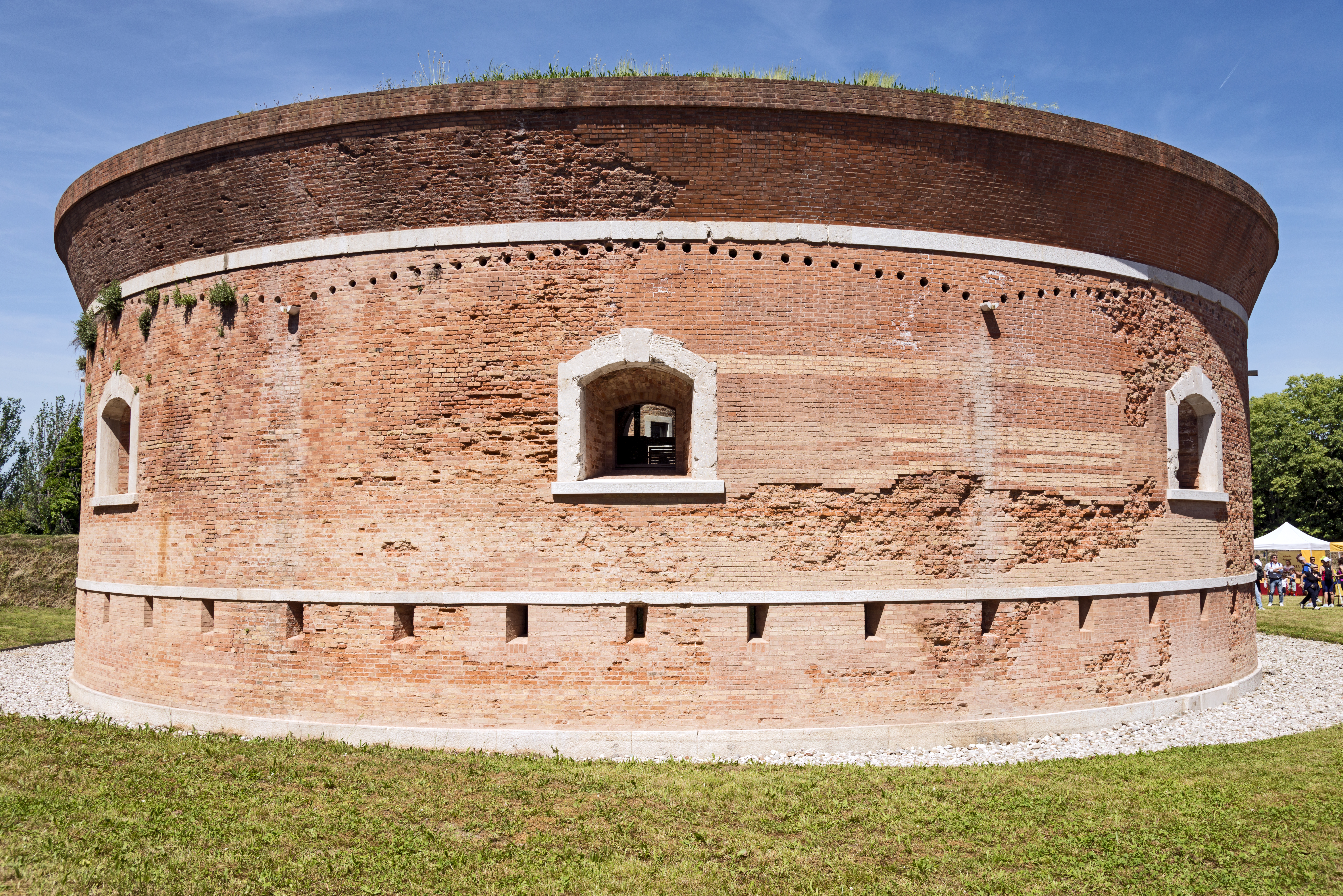
Torre Massimiliana, nach der Restaurierung (2015)
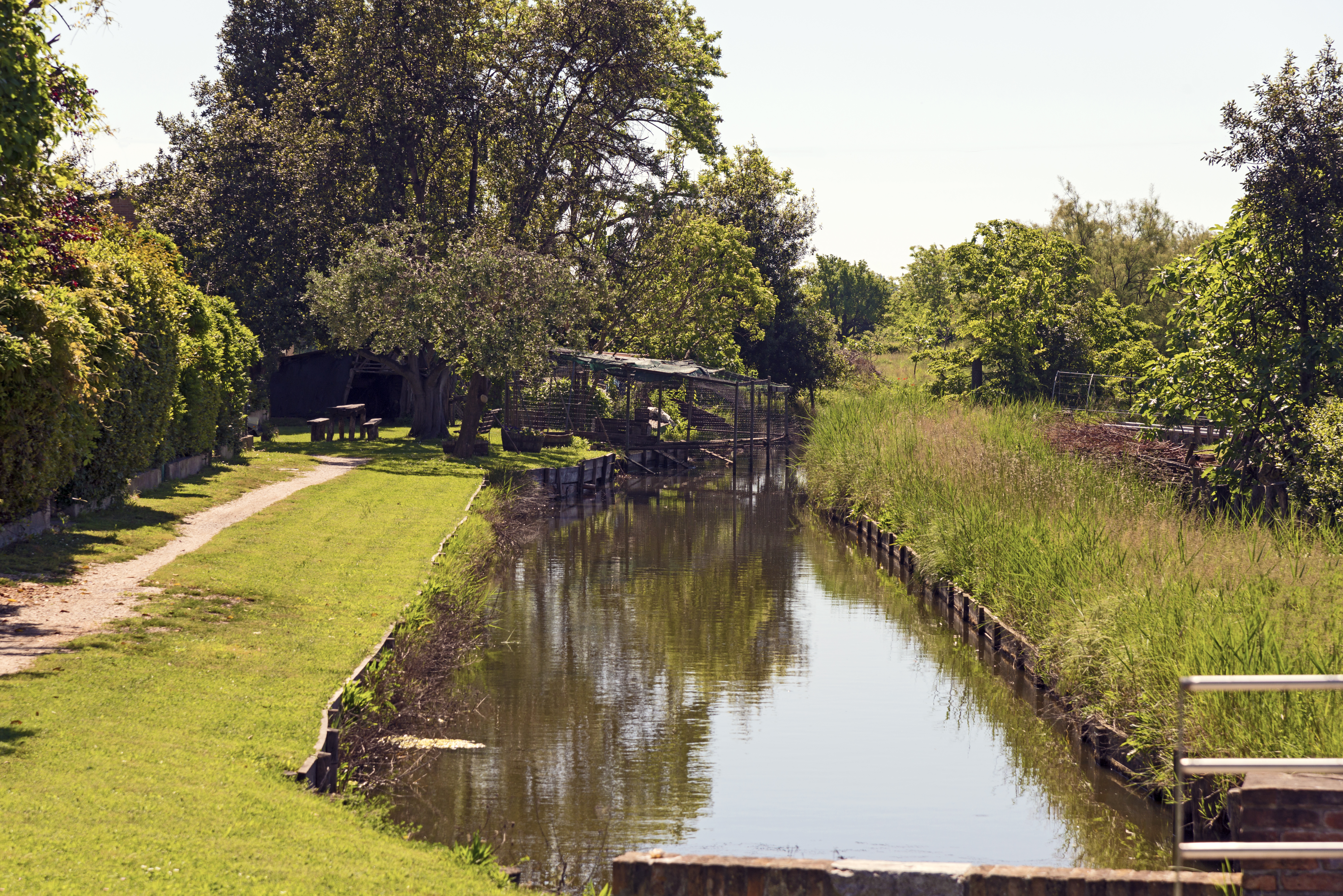
Schmale Brackwasserkanäle
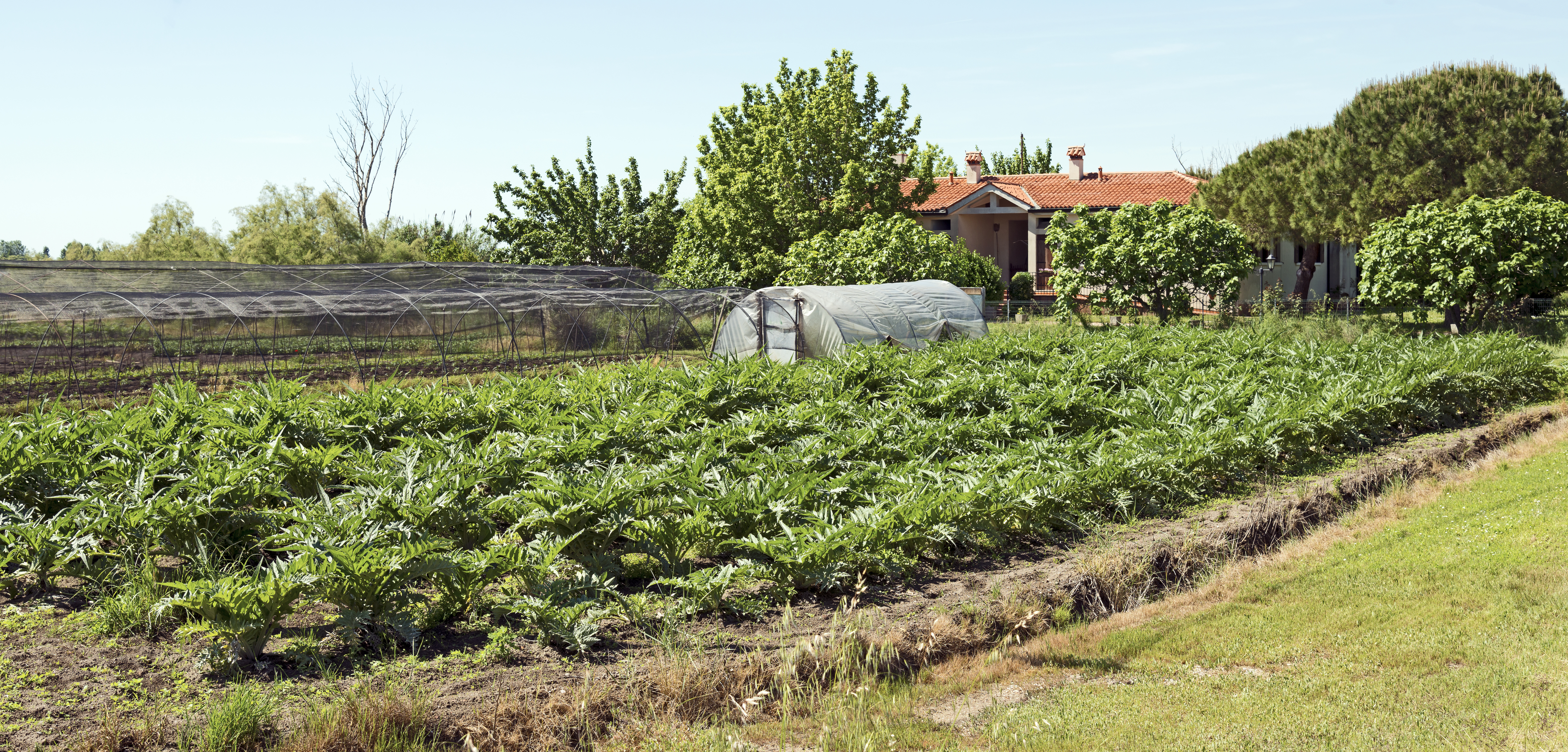
Artischockenplantage